# Prix Goncourt

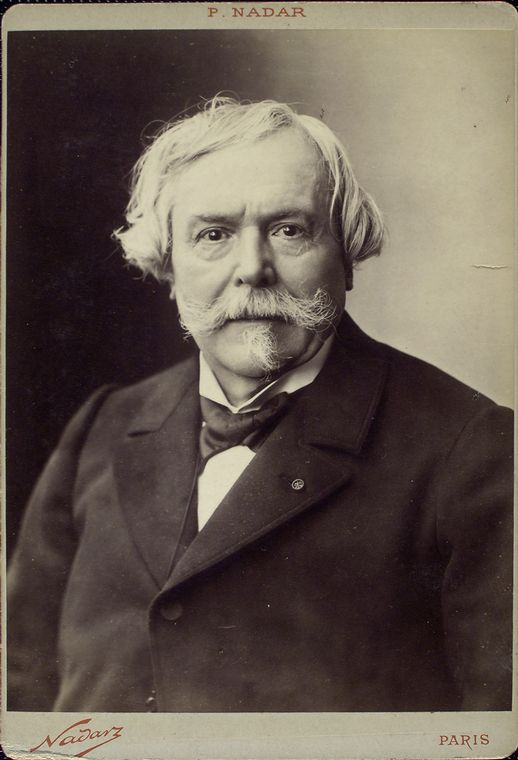
Edmond de Goncourt, créateur du prix par testament, cliché de Nadar.

Le prix Goncourt  est un prix littéraire français, créé par testament par Edmond de Goncourt en 1892, qui récompense des auteurs d'expression française et qui est décerné annuellement par l'Académie Goncourt. La « Société littéraire des Goncourt », dite « Académie Goncourt », est officiellement fondée en 1903, et le premier prix Goncourt décerné le 21 décembre 1903.
Ce prix littéraire est décerné chaque année par l'Académie Goncourt, au début du mois de novembre, après trois sélections successives, les deux premières intervenant en septembre et en octobre, parmi les romans publiés dans l'année en cours.
Il a pour but de récompenser « le meilleur ouvrage d'imagination en prose, paru dans l'année ». Il est attribué presque exclusivement à un roman.
Il s'agit du plus ancien et du plus prestigieux prix littéraire français,.

## Historique

### Origines et débuts
En 1862, les frères Goncourt décident qu’après leur mort, leurs biens seront vendus, leur capital placé et les intérêts de cette somme utilisés par leur Académie Goncourt pour rémunérer dix auteurs à hauteur de 6 000 francs or par an (avec cette rente à vie, les dix académiciens peuvent ainsi vivre de leur plume) et pour décerner un prix annuel de 5 000 francs or. Cependant, l'Académie Goncourt devant être reconnue d'utilité publique, elle doit placer ses fonds sous forme de portefeuille comprenant des obligations d'État, certes peu rémunératrices mais jugées sûres. Hélas, celles-ci n'étaient pas indexées sur l'inflation (inexistante en 1900) : avec la Première Guerre mondiale, puis la création du franc Poincaré en 1928, ce portefeuille obligataire s'effondre au fil des dévaluations successives ; les montants des rentes et du prix suivent la même tendance que la valeur du capital de l'académie littéraire. On aboutit à la somme de 50 nouveaux francs en 1962.
Depuis 1903, un chèque est remis au lauréat du prix Goncourt, lequel distinguait à l'origine des romans naturalistes pour échapper à l'érudition qu'affectionnent les académiciens. Aujourd'hui, du fait de l'inflation, le montant du chèque ne représente plus qu'un prix symbolique — actualisé à 10 euros — mais la « notoriété » promise au lauréat dès la fin de la Première Guerre mondiale par l'académicien Jean Ajalbert, qui verra son œuvre accéder au palmarès des meilleures ventes, est une récompense bien plus convoitée. Le chèque est donc traditionnellement encadré en raison de sa valeur plus symbolique que pécuniaire, à l'exception de Jacques Chessex qui, lui, a décidé de l'encaisser.

### Création des bourses Goncourt
En outre, en marge du prix Goncourt, l'académie décerne les prix Goncourt de la poésie (qui a pris en 2012 le nom de « prix Goncourt de la poésie Robert Sabatier »), de la nouvelle, de la biographie (devenu « prix Goncourt de la Biographie Edmonde Charles-Roux » en hommage à la présidente de l'Académie, après son décès) et du premier roman.

### Installation au restaurantDrouant
Depuis octobre 1914, les dix membres de l'Académie Goncourt se réunissent au restaurant Drouant, rue Gaillon, dans le deuxième arrondissement de Paris, chaque premier mardi du mois depuis 1920 dans leur salon, au premier étage du restaurant. Le prix est attribué début novembre. Si, après quatorze tours de scrutin, aucun lauréat n’est élu, le président a une voix double pour déterminer une majorité de votes.

### Évolution du prix au cours du XXesiècle
Le prix ne peut être décerné qu'une seule fois à un même écrivain. Ce principe n'a connu qu'une exception, consécutive à la supercherie de Romain Gary qui a reçu le prix en 1956 pour son roman Les Racines du ciel, puis en 1975, sous le pseudonyme d'Émile Ajar, pour le roman La Vie devant soi.
Depuis 1926, le prix Goncourt est indissociable du prix Renaudot, créé cette année-là par dix critiques littéraires qui attendaient la proclamation faite par le président de l'Académie Goncourt. Sans lui être organiquement lié, le jury du Renaudot joue le rôle de complément naturel du jury du Goncourt, ce rôle étant accentué par l'annonce du résultat, qui intervient simultanément et dans le même cadre.
En 1941, les autorités de Vichy sont intervenues dans l’attribution pour éviter que le roman de Raymond Guérin, Quand vient la fin, jugé démoralisant, soit couronné. Le prix est allé à Henri Pourrat, écrivain régionaliste prônant le retour à la terre.
En 1951, Julien Gracq refuse le prix Goncourt attribué pour Le Rivage des Syrtes.
L'élection en 1971 de Bernard Clavel au sein du jury du prix Goncourt provoque la démission de trois jurés. Bernard Clavel apparaît alors comme un candidat de gauche, opposé à Félicien Marceau, candidat jugé de droite.
En 1988, l'Académie Goncourt a accueilli avec bienveillance la création du prix Goncourt des lycéens par la Fnac en collaboration avec le rectorat de Rennes.

### Évolution du prix au cours du XXIesiècle
Le 5 février 2008, les jurés du Goncourt ont modifié certaines règles de fonctionnement à des fins de transparence, pour répondre aux critiques récurrentes qui leur étaient faites : ils ont décidé à l'unanimité que la qualité de juré était incompatible avec une fonction rémunérée dans une maison d'édition, ; ils ont également prévu que les jurés n'ayant pas assisté aux réunions mensuelles pendant un an devaient démissionner ; et, enfin, ils ont instauré une limite d'âge, fixée à 80 ans, pour les futurs membres de l'Académie Goncourt,.
Secrétaire générale de l'Académie Goncourt de 1998 à 2018, Marie Dabadie a participé aux démarches visant à obtenir l'enregistrement du nom « Goncourt » à titre de marque et à doter l'Académie d'un site Internet officiel. Unique salariée de l'institution, elle était notamment chargée de transmettre aux membres du jury les ouvrages adressés par les éditeurs et d'assister à toutes les délibérations du jury,.
À partir de 2022, une règle tacite indiquée par le président de l'Académie Goncourt précise que les anciens jurés ne peuvent figurer dans la sélection et concourir au prix. Cette clarification a été apportée au sujet de l'ouvrage Cher connard de l'ancienne jurée Virginie Despentes, qui fut l'un des romans les plus vendus de la rentrée littéraire.

## Polémiques

### Critique sur son rôle mercantile
Le prix Goncourt reste le prix littéraire le plus convoité en France, en particulier parce qu'il assure de fait à son récipiendaire une promotion et des tirages importants. Le gain pour l'éditeur serait évalué à au moins trois millions d'euros dans les huit semaines suivant l'obtention du prix.

### Critique sur son manque de jugement

#### Manquer les grands auteurs passés à la postérité
Une critique récurrente formulée à l'encontre du prix Goncourt est d'être parfois « passé à côté » d'auteurs majeurs du XXe siècle : Guillaume Apollinaire et Colette (qui deviendra plus tard membre puis présidente de l'Académie Goncourt) sont les premiers écrivains illustres à être recalés. Mais l'exemple le plus souvent cité est l'attribution du prix 1932 à Guy Mazeline pour son roman Les Loups, l'année de la publication de Voyage au bout de la nuit de Louis-Ferdinand Céline évincé par 6 voix contre 4, qui constituera ce que le journaliste et écrivain François Nourissier, qui présidera l’Académie Goncourt de 1996 à 2002, qualifiera de plus grand « scandale » de l'histoire du prix Goncourt. Parmi les auteurs français reconnus, et parfois même nobélisés, qui ont été boudés par l'Académie Goncourt, les noms d'André Gide, Jean-Paul Sartre, Albert Camus, Albert Cohen, Claude Simon, Marguerite Yourcenar, Françoise Sagan, Antoine Blondin, Michel Butor et Jean-Marie-Gustave Le Clézio sont régulièrement cités. En 1999, le magazine Lire résumait le problème en une phrase lapidaire : « Le prix Goncourt couronne rarement le meilleur roman de l'année ».
Certains critiques soulignent que la plupart des anciens lauréats sont tombés dans l'oubli.

#### Juger à l'aune d'un certain académisme
En conséquence, les jurés du prix Goncourt se voient souvent reprocher un certain académisme dans leur approche de la littérature. En 1983, Michel Tournier déclarait à ce propos : « Nous sommes les descendants du réalisme et du naturalisme. Il faut juger en fonction de cet héritage. On est évidemment confronté à l'écueil de l'académisme et on ne l'évite pas toujours. C'est parce qu'ils rompent avec l'héritage que des chefs-d'œuvre sont parfois rejetés ». Trente ans plus tard, Télérama soulignait encore ce tropisme, vilipendant l'académie pour « son faible appétit pour les gestes romanesques singuliers, trop hardis ou virtuoses, sa préférence décidément bien ancrée pour le fameux « roman d’imagination », sans vrais enjeux formels, vers lequel tendent régulièrement ses choix ».

### Critique sur la place des éditeurs
De nombreuses critiques visent également l'affiliation des jurés à de grandes maisons d'édition (et plus précisément à trois éditeurs : Gallimard, Grasset et Le Seuil, d'où le terme ironique de « Galligrasseuil ») qu'ils auraient tendance à privilégier au détriment des petites maisons d'édition. Comme évoqué ci-dessus, de nouvelles règles ont été instituées en 2008 pour éviter tout soupçon de connivence entre des membres du jury et ces grandes maisons d’édition : les jurés ont désormais l'interdiction d'être salarié dans l'édition. Des réserves ont cependant été émises sur ces nouvelles règles qui ne garantiraient pas une plus grande impartialité. Les jurés, en tant qu'auteurs, restent liés à leurs maisons d'éditions, et comme le déclarait Bernard Clavel (démissionnaire de l'académie en 1977) : « je n'ai jamais vu un seul juré voter au dernier tour contre son éditeur ». À la différence d'autres prix littéraires prestigieux comme le prix Pulitzer, le prix Cervantes ou le prix Booker, le prix Goncourt n'est pas décerné par un jury « tournant » : les membres de l'Académie Goncourt n'étant pas remplacés d'année en année, ces soupçons continuent de peser sur leurs décisions. L'âge des jurés est également un sujet de controverse, voire de raillerie constante. Jules Renard écrivait déjà à ce sujet : « L'Académie des Goncourt me paraît malade ; ça a l'air d'une maison de retraite pour vieux amis. La littérature s'en désintéressera ». Pour y remédier, l'Académie a changé son règlement en 2008 pour prévoir que les jurés perdront désormais leur droit de vote à 80 ans (basculement vers l'honorariat).

#### Affaire Weyergans-Houellebecq
En 2005, Michel Houellebecq, qui a suivi Raphaël Sorin quand il a rejoint Fayard, remet La Possibilité d'une île à Claude Durand. Ce dernier a transmis « les épreuves de l'ouvrage début juin. », alors qu'il ne sort que le 31 août 2005. En même temps, François Weyergans, pressé par Olivier Nora, achève Trois jours chez ma mère dont le contrat a été signé en 1992 par Jean-Claude Fasquelle. Or, « Fasquelle incarne jusqu'à la caricature les pratiques de maquignons de l'ancien temps. [...] Fasquelle va donc faire discrètement la tournée des jurés Goncourt, pour rappeler aux uns et aux autres ce qu'ils doivent à la maison Grasset. »

### Vision des écrivains
Si le prix Goncourt suscite encore la convoitise, son attribution peut être ressentie par certains lauréats comme une forme de cadeau empoisonné. Sept ans après avoir reçu le prix, Jean-Louis Bory écrit : « La première conséquence du Goncourt a été de planter une date dans ma mémoire, comme une écharde. (…) Depuis, je vieillis. (…) Le Goncourt, c'est automatique, vous attire le grand public. Il vous aliène, c'est aussi automatique, les “connaisseurs”, aux yeux de qui le Goncourt est une maladie assez honteuse, un peu dégoûtante, qui se tient entre le lupus et la blennorragie. (…) Résultat : le grand public lit votre livre pour l'unique raison qu'il a eu le Goncourt, mais ne lit pas vos livres suivants, pour la bonne raison qu'ils ne l'auront pas. (…) Les connaisseurs ne liront pas votre livre parce qu'il a eu le Goncourt, et ne liront pas les suivants parce que le premier a eu le Goncourt ».
L'écrivain Jean Carrière, lauréat de 1972, écrira en 1987 le livre Le Prix d'un Goncourt pour raconter sa longue traversée du désert à la suite de l'attribution de ce prix.

### Vision des prix concurrents
La concurrence est grande pour l'annonce des résultats entre les jurys du Femina et du Goncourt. Ainsi Antoine de Saint-Exupéry reçoit le Femina en 1931 alors qu'il était favori du Goncourt, idem en 1993 pour Marc Lambron tandis qu'en 1959, c'est le Goncourt qui « souffle » André Schwarz-Bart au Femina. Un accord est conclu en 2000 entre les deux jurys pour que l'ordre d'attribution des deux distinctions alterne en principe d'une année sur l'autre.

### Vision de personnalités par citations
En 1974, au moment même où Romain Gary imagine de mystifier les jurés, Yvan Audouard écrit à propos du prix Goncourt : « Il n'empêche que le Goncourt est une connerie persévérante et diabolique. Qu'il fausse totalement la vie littéraire de ce pays. Qu'il abîme ceux qui l'obtiennent, aigrit ceux qui le ratent, encombre la presse des humeurs de M. Armand Salacrou et n'a d'autre intérêt que de faire croire à M. Armand Lanoux qu'il a de l'importance. Dans ce cas on peut véritablement parler de connerie institutionnelle. Il n'améliore ni ne détériore ceux qui en font partie. Ils ne sont pas cons à titre privé. Mais ils sont devenus les agents actifs d'une dangereuse connerie collective. Et le pire, c'est qu'ils le savent ».

## Place des femmes

### Historique
Historiquement, le prix Goncourt a été mis en place pour récompenser le roman d'un auteur homme. Face à cette injustice, et particulièrement à l'attribution du prix Goncourt à un homme plutôt qu'à la favorite Myriam Harry pour La Conquête de Jérusalem en 1903, 22 femmes se réunissent autour d'Anna de Noailles pour créer le prix de la Vie Heureuse en réponse à la misogynie du prix Goncourt. Ce prix est décerné pour la première fois en 1904 et le jury est entièrement composé de femmes. La première lauréate est Myriam Harry. Par la suite, le prix sera décerné aux auteurs et autrices en prose ou en vers. Le prix de la Vie Heureuse deviendra le prix Femina en 1922.
La première femme à avoir reçu le prix Goncourt est Elsa Triolet en 1945.
Encore aujourd'hui, l’Académie Goncourt a pu prêter le flanc à la critique en distinguant surtout des hommes, ainsi que le constate la journaliste Cécile Mazin qui dénombre, en 2015, 112 lauréats dont 101 hommes avant proclamation du prix. Cécile Mazin signale que « pour le prix du Pen Club britannique, la sélection comporte 16 personnes, 8 hommes et 8 femmes ». Puis la journaliste publie en intégralité le tract du groupe d’action féministe La Barbe, qui énumère le nom de dix femmes auxquelles n’est pas allé le prix Goncourt : Rachilde, Colette, Irène Némirovsky, Françoise Sagan, Christiane Rochefort, Violette Leduc, Albertine Sarrazin, Nathalie Sarraute, Sylvie Germain et Amélie Nothomb. « Colette était trop chaude et Sarraute, trop froide », ironise dans ce tract-manifeste le groupe d'action féministe. Cécile Mazin prolonge sa réflexion pour déterminer pourquoi, par exemple et à titre de rappel, « dans les chiffres de la rentrée littéraire 2013, on comptait 72 % d’hommes chez Grasset, 81 % chez Seuil et 82 % chez Gallimard ». Dans un article paru dans le magazine littéraire et d’information éditoriale ActuaLitté et signé par son directeur, Nicolas Gary, le collectif La Barbe émet des hypothèses à ce sujet : « depuis Homère, la doxa littéraire, c’est celle des guerres, des conflits : bien entendu, les femmes apportent l’innommable, l’irreconnaissable avec leurs manuscrits ». Le collectif observe encore : « Beauvoir en 1954 pour ses Mandarins, ça ressemble à de la femme alibi ».

### Liste des lauréates
1. Elsa Triolet (1944 ; décerné en 1945)[47]
2. Béatrix Beck (1952)
3. Simone de Beauvoir (1954)
4. Anna Langfus (1962)
5. Edmonde Charles-Roux (1966)
6. Antonine Maillet (1979)
7. Marguerite Duras (1984)
8. Pascale Roze (1996)
9. Paule Constant (1998)
10. Marie NDiaye (2009)
11. Lydie Salvayre (2014)
12. Leïla Slimani (2016)
13. Brigitte Giraud (2022)

## Membres actuels de l'Académie Goncourt
Les dix membres de l'Académie Goncourt, qui sont cooptés par les autres membres, sont désignés à vie. Ils ne perçoivent aucune rémunération ni aucun dédommagement, hormis le couvert qui leur est assuré chez Drouant. Chacun des académiciens se voit attribuer un couvert en vermeil gravé à son nom et est ainsi élu à un « couvert » déterminé. Depuis 2008, les membres sont :
- Didier Decoin, membre depuis 1995, ancien président entre 2020 et 2024
- Françoise Chandernagor, membre depuis 1995, vice-présidente du jury
- Tahar Ben Jelloun, depuis 2008, au couvert de François Nourissier, démissionnaire[49]
- Pierre Assouline, depuis 2012, au couvert de Françoise Mallet-Joris, démissionnaire[50]
- Philippe Claudel, depuis 2012 au couvert de Jorge Semprún[50], président du jury depuis 2024[51]
- Paule Constant, depuis 2013 au couvert de Robert Sabatier, mort en 2012[52]
- Éric-Emmanuel Schmitt, depuis 2016 au couvert d'Edmonde Charles-Roux, démissionnaire[53]
- Camille Laurens, depuis 2020, au couvert de Virginie Despentes, démissionnaire[54]
- Pascal Bruckner, depuis 2020, au couvert de Bernard Pivot, mort en 2024[54]
- Christine Angot, depuis 2023, au couvert de Patrick Rambaud, démissionnaire

## Liste des lauréats
Les lauréats du prix Goncourt sont :
| Année |  | Auteur                      | Ouvrage                                                      | Éditeur (nombre de prix)               | Notes |
| ----- |  | --------------------------- | ------------------------------------------------------------ | -------------------------------------- | --- |
| 1903  |  | John-Antoine Nau            | Force ennemie                                                | La Plume                               | Franco-américain d'expression française, premier à recevoir le Goncourt                                                   |
| 1904  |  | Léon Frapié                 | La Maternelle                                                | Albin Michel                           | |
| 1905  |  | Claude Farrère              | Les Civilisés                                                | Paul Ollendorff                        | |
| 1906  |  | Jérôme et Jean Tharaud      | Dingley, l'illustre écrivain                                 | Édouard Pelletan                       | |
| 1907  |  | Émile Moselly               | Terres lorraines et Jean des Brebis ou le Livre de la misère | Plon                                   | Unique cas d'un auteur récompensé pour 2 de ses livres                                                                    |
| 1908  |  | Francis de Miomandre        | Écrit sur de l'eau...                                        | Édition du Feu, puis Émile-Paul Frères | Élu avec la moitié des voix face à Jean Viollis qui en eut cinq lui-aussi. Léon Hennique, président, décida du gagnant.   |
| 1909  |  | Marius-Ary Leblond          | En France                                                    | Fasquelle                              | Nom de plume de deux cousins, écrivains originaires de La Réunion                                                         |
| 1910  |  | Louis Pergaud               | De Goupil à Margot                                           | Mercure de France                      | |
| 1911  |  | Alphonse de Châteaubriant   | Monsieur des Lourdines                                       | Grasset                                | |
| 1912  |  | André Savignon              | Filles de la pluie                                           | Grasset (2)                            | |
| 1913  |  | Marc Elder                  | Le Peuple de la mer                                          | Calmann-Lévy                           | Publié chez G. Oudin & Cie, le titre fut repris                                                                           |
| 1914  |  | Adrien Bertrand             | L'Appel du sol                                               | Calmann-Lévy (2)                       | Décerné en 1916 |
| 1915  |  | René Benjamin               | Gaspard                                                      | Fayard                                 | |
| 1916  |  | Henri Barbusse              | Le Feu                                                       | Flammarion                             | |
| 1917  |  | Henry Malherbe              | La Flamme au poing                                           | Albin Michel (2)                       | |
| 1918  |  | Georges Duhamel             | Civilisation                                                 | Mercure de France (2)                  | |
| 1919  |  | Marcel Proust               | À l'ombre des jeunes filles en fleurs                        | Gallimard                              | À la recherche du temps perdu (vol. 2)                                                                                    |
| 1920  |  | Ernest Pérochon             | Nêne                                                         | Plon (2)                               | Publié en 1914 aux éditions Clouzot                                                                                       |
| 1921  |  | René Maran                  | Batouala                                                     | Albin Michel (3)                       | Premier écrivain noir récompensé                                                                                          |
| 1922  |  | Henri Béraud                | Le Vitriol de Lune et Le Martyre de l'obèse                  | Albin Michel (4)                       | |
| 1923  |  | Lucien Fabre                | Rabevel ou le Mal des ardents                                | Gallimard (2)                          | |
| 1924  |  | Thierry Sandre              | Le Chèvrefeuille, le Purgatoire, le Chapitre XIII            | Gallimard (3)                          | Publié à la librairie Edgard Malfère, le titre fut repris                                                                 |
| 1925  |  | Maurice Genevoix            | Raboliot                                                     | Grasset (3)                            | |
| 1926  |  | Henri Deberly               | Le Supplice de Phèdre                                        | Gallimard (4)                          | |
| 1927  |  | Maurice Bedel               | Jérôme 60° latitude nord                                     | Gallimard (5)                          | |
| 1928  |  | Maurice Constantin-Weyer    | Un homme se penche sur son passé                             | Rieder                                 | |
| 1929  |  | Marcel Arland               | L'Ordre                                                      | Gallimard (6)                          | |
| 1930  |  | Henri Fauconnier            | Malaisie                                                     | Stock                                  | |
| 1931  |  | Jean Fayard                 | Mal d'amour                                                  | Fayard (2)                             | |
| 1932  |  | Guy Mazeline                | Les Loups                                                    | Gallimard (7)                          | Année du Voyage au bout de la nuit de Céline                                                                              |
| 1933  |  | André Malraux               | La Condition humaine                                         | Gallimard (8)                          | |
| 1934  |  | Roger Vercel                | Capitaine Conan                                              | Albin Michel (5)                       | |
| 1935  |  | Joseph Peyré                | Sang et Lumières                                             | Grasset (4)                            | |
| 1936  |  | Maxence Van der Meersch     | L'Empreinte du dieu                                          | Albin Michel (6)                       | |
| 1937  |  | Charles Plisnier            | Faux passeports                                              | Corrêa                                 | Auteur belge, premier lauréat étranger                                                                                    |
| 1938  |  | Henri Troyat                | L'Araigne                                                    | Plon (3)                               | |
| 1939  |  | Philippe Hériat             | Les Enfants gâtés                                            | Gallimard (9)                          | |
| 1940  |  | Francis Ambrière            | Les Grandes vacances                                         | Nouvelle France                        | Réservé, le prix est attribué en 1946                                                                                     |
| 1941  |  | Henri Pourrat               | Vent de Mars                                                 | Gallimard (10)                         | « Primé sur intervention de Vichy » ; un « Goncourt de Zone libre » a été décerné à Guy des Cars pour L'Officier sans nom |
| 1942  |  | Marc Bernard                | Pareils à des enfants                                        | Gallimard (11)                         | |
| 1943  |  | Marius Grout                | Passage de l'homme                                           | Gallimard (12)                         | Vote effectué par correspondance                                                                                          |
| 1944  |  | Elsa Triolet                | Le premier accroc coûte deux cents francs                    | Denoël                                 | Première femme à recevoir le Goncourt                                                                                     |
| 1945  |  | Jean-Louis Bory             | Mon village à l'heure allemande                              | Flammarion (2)                         | |
| 1946  |  | Jean-Jacques Gautier        | Histoire d'un fait divers                                    | Julliard                               | |
| 1947  |  | Jean-Louis Curtis           | Les Forêts de la nuit                                        | Julliard (2)                           | |
| 1948  |  | Maurice Druon               | Les Grandes familles                                         | Julliard (3)                           | |
| 1949  |  | Robert Merle                | Week-end à Zuydcoote                                         | Gallimard (13)                         | |
| 1950  |  | Paul Colin                  | Les Jeux sauvages                                            | Gallimard (14)                         | |
| 1951  |  | Julien Gracq                | Le Rivage des Syrtes                                         | Corti                                  | Refusé par l'auteur |
| 1952  |  | Béatrix Beck                | Léon Morin, prêtre                                           | Gallimard (15)                         | |
| 1953  |  | Pierre Gascar               | Les Bêtes                                                    | Gallimard (16)                         | |
| 1954  |  | Simone de Beauvoir          | Les Mandarins                                                | Gallimard (17)                         | |
| 1955  |  | Roger Ikor                  | Les Eaux mêlées                                              | Albin Michel (7)                       | |
| 1956  |  | Romain Gary                 | Les Racines du ciel                                          | Gallimard (18)                         | |
| 1957  |  | Roger Vailland              | La Loi                                                       | Gallimard (19)                         | |
| 1958  |  | Francis Walder              | Saint-Germain ou la Négociation                              | Gallimard (20)                         | Auteur belge |
| 1959  |  | André Schwarz-Bart          | Le Dernier des Justes                                        | Seuil                                  | |
| 1960  |  | Vintila Horia               | Dieu est né en exil                                          | Fayard (3)                             | Attribué mais non décerné, à la suite d'une campagne de presse sur son passé fasciste.                                    |
| 1961  |  | Jean Cau                    | La Pitié de Dieu                                             | Gallimard (21)                         | |
| 1962  |  | Anna Langfus                | Les Bagages de sable                                         | Gallimard (22)                         | |
| 1963  |  | Armand Lanoux               | Quand la mer se retire                                       | Julliard (4)                           | |
| 1964  |  | Georges Conchon             | L'État sauvage                                               | Albin Michel (8)                       | |
| 1965  |  | Jacques Borel               | L'Adoration                                                  | Gallimard (23)                         | |
| 1966  |  | Edmonde Charles-Roux        | Oublier Palerme                                              | Grasset (5)                            | |
| 1967  |  | André Pieyre de Mandiargues | La Marge                                                     | Gallimard (24)                         | |
| 1968  |  | Bernard Clavel              | Les Fruits de l'hiver                                        | Robert Laffont                         | |
| 1969  |  | Félicien Marceau            | Creezy                                                       | Gallimard (25)                         | |
| 1970  |  | Michel Tournier             | Le Roi des Aulnes                                            | Gallimard (26)                         | Seul cas d'unanimité du jury (au second tour)                                                                             |
| 1971  |  | Jacques Laurent             | Les Bêtises                                                  | Grasset (6)                            | |
| 1972  |  | Jean Carrière               | L'Épervier de Maheux                                         | Pauvert                                | |
| 1973  |  | Jacques Chessex             | L'Ogre                                                       | Grasset (7)                            | Premier lauréat suisse |
| 1974  |  | Pascal Lainé                | La Dentellière                                               | Gallimard (27)                         | |
| 1975  |  | Émile Ajar (Romain Gary)    | La Vie devant soi                                            | Mercure de France (3)                  | Unique cas de double lauréat, par ignorance de la mystification                                                           |
| 1976  |  | Patrick Grainville          | Les Flamboyants                                              | Seuil (2)                              | |
| 1977  |  | Didier Decoin               | John l'Enfer                                                 | Seuil (3)                              | |
| 1978  |  | Patrick Modiano             | Rue des Boutiques obscures                                   | Gallimard (28)                         | |
| 1979  |  | Antonine Maillet            | Pélagie-la-Charrette                                         | Grasset (8)                            | Premier lauréat canadien et premier lauréat non-européen                                                                  |
| 1980  |  | Yves Navarre                | Le Jardin d'acclimatation                                    | Flammarion (3)                         | |
| 1981  |  | Lucien Bodard               | Anne Marie                                                   | Grasset (9)                            | |
| 1982  |  | Dominique Fernandez         | Dans la main de l'ange                                       | Grasset (10)                           | |
| 1983  |  | Frédérick Tristan           | Les Égarés                                                   | Balland                                | |
| 1984  |  | Marguerite Duras            | L'Amant                                                      | Minuit                                 | |
| 1985  |  | Yann Queffélec              | Les Noces barbares                                           | Gallimard (29)                         | |
| 1986  |  | Michel Host                 | Valet de nuit                                                | Grasset (11)                           | |
| 1987  |  | Tahar Ben Jelloun           | La Nuit sacrée                                               | Seuil (4)                              | Premier lauréat marocain et africain                                                                                      |
| 1988  |  | Erik Orsenna                | L'Exposition coloniale                                       | Seuil (5)                              | |
| 1989  |  | Jean Vautrin                | Un grand pas vers le bon Dieu                                | Grasset (12)                           | |
| 1990  |  | Jean Rouaud                 | Les Champs d'honneur                                         | Minuit (2)                             | |
| 1991  |  | Pierre Combescot            | Les Filles du Calvaire                                       | Grasset (13)                           | |
| 1992  |  | Patrick Chamoiseau          | Texaco                                                       | Gallimard (30)                         | |
| 1993  |  | Amin Maalouf                | Le Rocher de Tanios                                          | Grasset (14)                           | Premier lauréat libanais                                                                                                  |
| 1994  |  | Didier van Cauwelaert       | Un aller simple                                              | Albin Michel (9)                       | |
| 1995  |  | Andreï Makine               | Le Testament français                                        | Mercure de France (4)                  | Également prix Médicis |
| 1996  |  | Pascale Roze                | Le Chasseur Zéro                                             | Albin Michel (10)                      | |
| 1997  |  | Patrick Rambaud             | La Bataille                                                  | Grasset (15)                           | Également grand prix du roman de l'Académie française                                                                     |
| 1998  |  | Paule Constant              | Confidence pour confidence                                   | Gallimard (31)                         | |
| 1999  |  | Jean Echenoz                | Je m'en vais                                                 | Minuit (3)                             | |
| 2000  |  | Jean-Jacques Schuhl         | Ingrid Caven                                                 | Gallimard (32)                         | |
| 2001  |  | Jean-Christophe Rufin       | Rouge Brésil                                                 | Gallimard (33)                         | |
| 2002  |  | Pascal Quignard             | Les Ombres errantes                                          | Grasset (16)                           | |
| 2003  |  | Jacques-Pierre Amette       | La Maîtresse de Brecht                                       | Albin Michel (11)                      | |
| 2004  |  | Laurent Gaudé               | Le Soleil des Scorta                                         | Actes Sud                              | |
| 2005  |  | François Weyergans          | Trois jours chez ma mère                                     | Grasset (17)                           | Auteur belge |
| 2006  |  | Jonathan Littell            | Les Bienveillantes                                           | Gallimard (34)                         | Également grand prix du roman de l'Académie française                                                                     |
| 2007  |  | Gilles Leroy                | Alabama Song                                                 | Mercure de France (5)                  | |
| 2008  |  | Atiq Rahimi                 | Syngué sabour. Pierre de patience                            | P.O.L.                                 | |
| 2009  |  | Marie NDiaye                | Trois femmes puissantes                                      | Gallimard (35)                         | |
| 2010  |  | Michel Houellebecq          | La Carte et le Territoire                                    | Flammarion (4)                         | |
| 2011  |  | Alexis Jenni                | L'Art français de la guerre                                  | Gallimard (36)                         | |
| 2012  |  | Jérôme Ferrari              | Le Sermon sur la chute de Rome                               | Actes Sud (2)                          | |
| 2013  |  | Pierre Lemaitre             | Au revoir là-haut                                            | Albin Michel (12)                      | |
| 2014  |  | Lydie Salvayre              | Pas pleurer                                                  | Seuil (6)                              | |
| 2015  |  | Mathias Énard               | Boussole                                                     | Actes Sud (3)                          | |
| 2016  |  | Leïla Slimani               | Chanson douce                                                | Gallimard (37)                         | Deuxième lauréat marocain                                                                                                 |
| 2017  |  | Éric Vuillard               | L'Ordre du jour                                              | Actes Sud (4)                          | |
| 2018  |  | Nicolas Mathieu             | Leurs enfants après eux                                      | Actes Sud (5)                          | |
| 2019  |  | Jean-Paul Dubois            | Tous les hommes n'habitent pas le monde de la même façon     | L'Olivier                              | |
| 2020  |  | Hervé Le Tellier            | L'Anomalie                                                   | Gallimard (38)                         | |
| 2021  |  | Mohamed Mbougar Sarr        | La Plus secrète mémoire des hommes                           | Philippe Rey                           | Premier lauréat sénégalais, premier lauréat d’Afrique subsaharienne                                                       |
| 2022  |  | Brigitte Giraud             | Vivre vite                                                   | Flammarion (5)                         | |
| 2023  |  | Jean-Baptiste Andrea        | Veiller sur elle                                             | L'Iconoclaste                          | Également Prix du roman Fnac                                                                                              |
| 2024  |  | Kamel Daoud                 | Houris                                                       | Gallimard (39)                         | Premier lauréat algérien - Également lauréat du prix Landerneau des lecteurs                                              |

## Autres prix Goncourt
Longtemps appelés « bourses », les Goncourt de la poésie, de la nouvelle, de la biographie, de la jeunesse et du premier roman sont décernés chaque année par l'Académie Goncourt.
En effet, seul le prix Goncourt peut, d'après les dispositions testamentaires des Frères Goncourt, porter le titre de « prix ».

### Goncourt des lycéens
Le Goncourt des lycéens est un prix littéraire français créé en 1988 par la Fnac, en collaboration avec le rectorat de Rennes et avec la bienveillance de l'Académie Goncourt. Le coup d'envoi du Goncourt des lycéens est donné tous les ans par l'annonce de la première sélection de l'Académie Goncourt. Le Goncourt des lycéens obéit aux mêmes règles de fonctionnement que le prix Goncourt. Plus de 2 000 lycéens de 15 à 18 ans opèrent leur choix propre parmi les romans de cette sélection. La Fnac met à disposition des lycéens dès la rentrée de septembre les ouvrages de la sélection que les lycéens vont lire et étudier pendant deux mois et organise, en coopération avec le ministère de l'Éducation nationale et de la Jeunesse, des rencontres régionales au cours desquelles les lycéens ont la possibilité d'échanger et de débattre avec les auteurs des livres qu'ils ont lus.
À l'issue de leurs lectures et de leurs rencontres avec les auteurs, les élèves élisent le « Goncourt des lycéens ». Le lauréat est proclamé quelques jours après son aîné.

### Goncourt des détenus
Le Prix Goncourt des détenus est créé en 2022 pour « développer l’intérêt pour la lecture et le sens critique mais aussi de favoriser une action collective basée sur l’écoute, au sein de l’établissement pénitentiaire ».
Ce prix est une initiative du Centre national du Livre (CNL) et de l'Académie Goncourt, en partenariat avec l'administration pénitentiaire.
Le projet se déroule sur plusieurs mois avec une lecture des auteurs sélectionnés par l’Académie, des discussions et rencontres locales et des délibérations régionales et nationales pour la désignation du lauréat final. Le jury national est issu des établissements participants.
En 2022, pour la première édition, 31 établissements pénitentiaires participent au Goncourt des détenus, donnant l’opportunité à près de 500 personnes placées sous main de justice dans des centres de détention ou des maisons d’arrêt de lire et débattre autour de la quinzaine d'ouvrages de la sélection du Goncourt. En 2023, ils sont 40 établissements à participer avec 500 personnes détenues. En 2024, ce sont 45 établissements et 600 personnes détenues qui participent au choix du lauréat de l'année.

#### Liste des lauréats du Goncourt des détenus
- 2022: Sa préférée de Sarah Jollien-Fardel, Éditeur Sabine Wespieser[67].
- 2023: Les Conditions idéales de Mokhtar Amoudi, Éditions Gallimard[68].
- 2024: Madelaine avant l’aube de Sandrine Collette, éditions JC Lattès.

### Goncourt de la poésie
La bourse Goncourt de la poésie a été instituée en 1985, grâce au legs d'Adrien Bertrand (prix Goncourt en 1914). À la différence des autres prix de l'Académie, ce prix est décerné à un poète pour l'ensemble de son œuvre et non pour un ouvrage ou recueil particulier. En 2012, le prix a pris le nom de « Goncourt de la poésie-Robert Sabatier » en hommage à l'Académicien récemment décédé.

### Goncourt de la biographie
Le Goncourt de la biographie est décerné annuellement depuis 1980. Il a pris le nom de « Goncourt de la biographie Edmonde Charles-Roux » après le décès de l'académicienne et en hommage à cette dernière, elle-même biographe.
Le lauréat du Goncourt de la biographie Edmonde Charles-Roux est annoncé par les Académiciens à l'issue de leur réunion de début juin et est remis à son lauréat en septembre à Nancy lors du Livre sur la Place, une manifestation que les Académiciens parrainent depuis sa création.

### Goncourt Jeunesse
Décerné en partenariat avec la municipalité de Fontvieille :
- 1994 - Jean Alessandrini : Une histoire à Spirale
- 1995 - Thierry Dedieu : Feng
- 1998 - Didier Daeninckx, illustrations de Michel Boucher, La Papillonne de toutes les couleurs[70]
- 1999 - Claude Guillot, illustrations de Fabienne Burckel : Le Fantôme de Shanghai
- 2000 - Éric Battut : Rouge matou
- 2002 - Fred Bernard et François Roca : Jeanne et le Mokélé et Jesus Betz
- 2003 - Yvan Pommaux : Avant la télé
- 2004 - Jean Chalon et Martine Delerm : Un arbre dans la Lune
- 2005 - Natali Fortier : Lili Plume
- 2006 - Bernard du Boucheron, illustrations de Nicole Claveloux : Un roi, une princesse et une pieuvre
- 2007 - Véronique Ovaldé, illustrations de Joëlle Jolivet : La Très Petite Zébuline.

### Choix Goncourt internationaux
Il existe également depuis 1998 un choix Goncourt de la Pologne, organisé par l'Institut français de Cracovie et décerné par un jury constitué d'étudiants des départements de français des universités de toute la Pologne sur la base d'une liste établie en septembre par l'Académie Goncourt. Depuis 2012 un Choix Goncourt de la Serbie, décerné par un jury constitué d'étudiants en langue et littérature françaises est organisé par l’Institut français de Serbie avec l'aide des universités serbes. 2013 a vu la naissance du Choix Goncourt de la Roumanie, décerné par sept jurys d'étudiants (un jury étant constitué au sein du département de français de chacune des sept universités roumaines participantes) et organisé par l'Institut français de Roumanie avec le soutien de lecteurs français du pays et la librairie française de Bucarest Kyralina. Proclamé pour la première fois en 2019, le choix Goncourt de l'Algérie est organisé par l'Institut français d'Algérie à Alger, Annaba, Oran, Tlemcen et Constantine, et est le fruit du vote d'un jury lycéen à Alger et de jurys étudiants et d'adhérents des médiathèques de l'Institut français d'Algérie constitués dans chacune des cinq villes précitées,.
Au 1er septembre 2019, le nombre de choix Goncourt à l'étranger s'élève à quatorze, chacun couvrant un pays ou une région : Algérie, Belgique, Brésil, Bulgarie, Chine, Espagne, Italie, Orient (Liban et douze pays du Moyen-Orient), Pologne, Roumanie, Serbie, Slovénie, Suisse, et Tunisie.
Pour l'édition 2019-2020, six nouveaux pays ont rejoint les pays participant au choix Goncourt à l'étranger : le Royaume-Uni (choix Goncourt décerné pour la première fois en décembre 2019), l'Autriche (choix Goncourt décerné pour la première fois en janvier 2020), le Maroc (choix Goncourt décerné pour la première fois en février 2020), ainsi que la Grèce, la République tchèque et la Géorgie (qui décerneront chacune leur choix Goncourt pour la première fois en mai 2020). En mai 2020, le nombre de choix Goncourt à l'étranger s'élève ainsi à vingt. Le développement des choix Goncourt à l'étranger, renommés choix Goncourt internationaux, se poursuit à rythme élevé pour atteindre en mai 2023 le nombre de trente-cinq.

## Dans la culture

### Télévision
- Dans l'émission Ouvrez les guillemets de Bernard Pivot, futur président du jury, datée du 19 novembre 1973 et consacrée au Goncourt de Jacques Chessex, Bernard Pivot interrogé les différents membres du jury sur la postérité de plusieurs lauréats oubliés[78].
  - Cet événement est rapporté dans la Radioscopie d'Albert Simonin (1973) par Jacques Chancel, sous le surnom de « corrida ».

### Musique
- Joan-Pau Verdier mentionne le prix Goncourt dans sa chanson en occitan Soi una puta de son album L'Exil (1974) : « ne parlons pas de mon parolier / qui est professeur de français / et qui se veut bon occitan / comme il se croit littérateur / il a peut-être pensé au Goncourt / et il se pourrait que tôt ou tard / il vienne frapper chez Gallimard »[79].